# 洪堡論壇
52°31′3″N 13°24′10″E / 52.51750°N 13.40278°E
洪堡论坛（Humboldt Forum）是德國柏林的一個大型博物館項目，設立在博物館島上重建的柏林宮內。博物館以亚历山大·冯·洪堡和威廉·冯·洪堡兄弟命名，目標是成為世界文化中心。洪堡广场被稱為是德國版的大英博物館 。

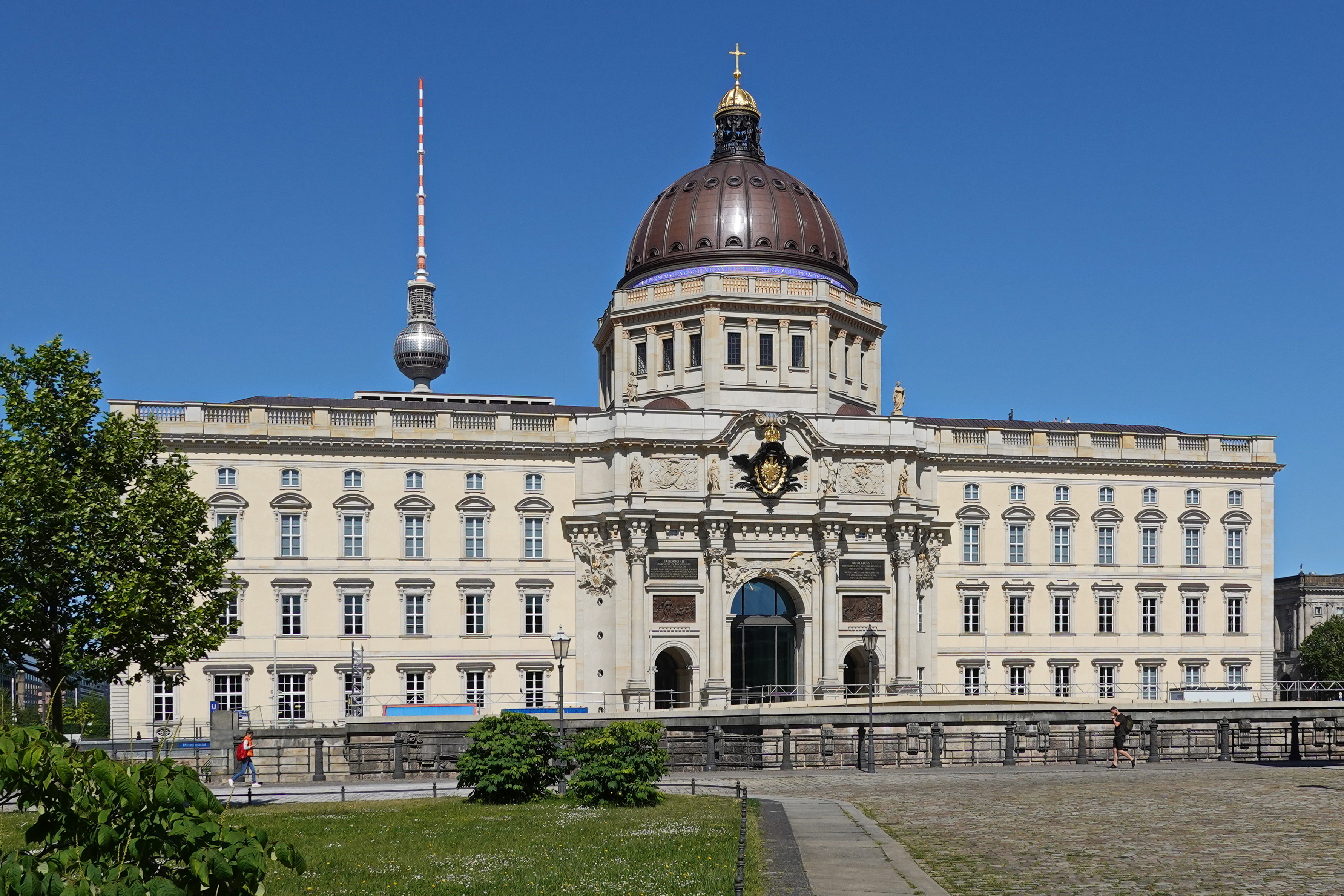
洪堡論壇 (2023)